# Cot Geunduek
Cot Geunduek is een bestuurslaag in het regentschap Pidie van de provincie Atjeh, Indonesië. Cot Geunduek telt 687 inwoners (volkstelling 2010).